# Щербаченко Іван Федорович
Іван Федорович Щербаченко (1908, село Товста Київської губернії, тепер Вільшанської селищної громади Звенигородського району Черкаської області — ?) — молдавський радянський діяч, 1-й секретар Тираспольського районного комітету КП(б) Молдавії. Член Ревізійної комісії КП(б) Молдавії в 1941—1949 роках.

## Біографія
Народився в селянській родині в селі Товста на Черкащині. У деяких документах місцем його народження вказано місто Марганець (тепер — Нікопольського району Дніпропетровської області).
З 1921 до 1931 року працював за наймом, був різноробом.
Член ВКП(б) з 1931 року.
У 1931—1933 роках — учень технікуму, здобув середню освіту.
У 1933—1937 роках — редактор низки газет політичних відділів машинно-тракторних станцій Молдавської АРСР; редактор Валегоцуловської районної газети Молдавської АРСР.
У 1937—1940 роках — 1-й секретар Валегоцуловського районного комітету КП(б)У Молдавської АРСР.
У 1940 — серпні 1941 року — 1-й секретар Тираспольського районного комітету КП(б) Молдавії.
З початку німецько-радянської війни перебував в евакуації у Владимировському районі Астраханського округу Сталінградської області РРФСР.
З грудня 1941 до серпня 1942 року — курсант військово-педагогічного інституту РСЧА в місті Ташкенті.
У листопаді 1942 — березні 1944 року — редактор фронтової дивізійної газети «За Родину, за Сталина» 391-ї стрілецької дивізії 1-ї ударної армії.
З 1944 року — 1-й секретар Тираспольського районного комітету КП(б) Молдавії. Потім — на партійній роботі в Молдавській РСР.
Подальша доля невідома.

## Звання
- старший лейтенант
- капітан

## Нагороди
- орден Вітчизняної війни ІІ ст. (1.02.1945)
- орден Червоної Зірки (25.09.1943)
- медалі